# پاول مک کالوم (بازیکن فوتبال)
پاول مک کالوم (انگلیسی: Paul McCallum؛ زادهٔ ۲۸ ژوئیهٔ ۱۹۹۳) بازیکن فوتبال اهل بریتانیا است.
از باشگاه‌هایی که در آن بازی کرده‌است می‌توان به باشگاه فوتبال دالیچ هملت، باشگاه فوتبال وستهام یونایتد، باشگاه فوتبال تورکی یونایتد، باشگاه فوتبال ای‌اف‌سی ویمبلدون، باشگاه فوتبال پورتسموث، باشگاه فوتبال لیتون اورینت، باشگاه فوتبال آلدرشات تاون، باشگاه فوتبال هارت آف میدلوتیان، و باشگاه فوتبال روچدیل اشاره کرد.